# Henri Andoyer
Marie Henri Andoyer (Paris 4e, 1er octobre 1862 - Paris 14e, 12 juin 1929) est un astronome et mathématicien français.

## Biographie
Henri Andoyer fut élu membre de l'Académie des sciences le 30 juin 1919 (section d'astronomie). Il fut membre du Bureau des longitudes.
La notice suivante est extraite d'un ensemble de notices publiées dans un document réalisé par Jean-Claude Pecker pour l'Académie des sciences à partir de divers dictionnaires.
« Entré à l’École normale supérieure en 1881, reçu à l’agrégation de mathématiques en 1884, il fut nommé aide astronome à l’Observatoire de Toulouse, et chargé de conférences à la Faculté. Il y prit une part active aux observations méridiennes et équatoriales. Il soutint en 1886 à Paris sa thèse Contribution à la théorie des orbites intermédiaires et devint maître de conférences de mathématiques à la Faculté des sciences de Toulouse. En 1889, il fut chargé, à l'Observatoire de Toulouse, du service nouvellement créé de la Carte du Ciel. En 1892, il fut nommé maître de conférences de mécanique céleste à la Faculté des sciences de Paris. En 1912, il succéda à Poincaré comme professeur d’astronomie générale et de mécanique céleste. Andoyer se rendit à El-Arrouch (Algérie) pour observer l’éclipse totale de Soleil du 30 août 1905. Il consacra une importante part de ses travaux à la révision de la théorie de la Lune de Delaunay, montrant qu’au-delà du 7e ordre, tous les termes de Delaunay sont inexacts. À la mort de Radau, en 1911, Andoyer prit en main la rédaction de la Connaissance des temps. Ses ouvrages contiennent le développement de ses leçons de mécanique céleste et d'astronomie. Il publia en outre des Tables trigonométriques fondamentales, des Tables des valeurs naturelles et des Tables logarithmiques des nombres de 100 000 à 200 000. »

## Famille
- La fille d'Andoyer épousa le mathématicien Pierre Humbert (1891–1953) ;
- le fils aîné d'Andoyer a été tué pendant la Première Guerre mondiale.

## Écrits
- De nombreux articles sont disponibles ici : http://adsabs.harvard.edu/cgi-bin/nph-abs_connect?return_req=no_params&author=Andoyer,%20H.&db_key=AST
- En mathématiques :
  - Charles Hermite: Cours professé pendant le 2e semestre 1881–1882 [à la Faculté des sciences de Paris], rédigé par Andoyer, 1882 (4e  éd. en 1891 : http://historical.library.cornell.edu//cgi-bin/cul.math/docviewer?did=04470002&seq=7)
  - Sur la géométrie :
    - Henri Andoyer : Sur un problème de géométrie, Annales de la faculté des sciences de Toulouse, Sér. 1 Vol. 3 (1889), p. D1-D6, http://archive.numdam.org/article/AFST_1889_1_3__D1_0.pdf
    - Henri Andoyer : Leçons élémentaires sur la théorie des formes et ses applications géométriques, à l'usage des candidats à l'agrégation des sciences mathématiques, 1898
    - Henri Andoyer : Leçons sur la théorie des formes et la géométrie analytique supérieure : à l'usage des étudiants des facultés des sciences. Tome I, 1900, http://www.hti.umich.edu/cgi/t/text/text-idx?c=umhistmath;idno=AAM8328
    - Henri Andoyer : Cours de géométrie : à l'usage des élèves de l'enseignement primaire supérieur : ouvrage rédigé conformément au programme officiel de 1893, 1894 (1re édition), 1895 (2e édition)
    - Henri Andoyer : Cours de géométrie, 1910
    - Henri Andoyer : Formule donnant la longueur de la géodésique joignant 2 points de l’ellipsoïde donnés par leurs coordonnées géographiques, Bulletin Géodésique, Volume 34, Numéro 1, Avril 1932, pages 77-81, http://www.springerlink.com/content/a64143k664125943/

  - Sur l'algèbre :
    - Henri Andoyer : Cours d'algèbre à l'usage des élèves de l'enseignement primaire supérieur, 1896

  - Sur l'arithmétique :
    - Henri Andoyer : Cours d'arithmétique à l'usage des élèves de l'enseignement primaire supérieur, 2e édition, 1898

  - Divers :
    - D. Selivanov, J. Bauschinger, H. Andoyer : Calcul des différences et interpolation. Encyclopédie des sciences mathématiques pures et appliquées, tome I (4e volume), Calcul des probabilités, théorie des erreurs et applications diverses, Paris, Gauthier-Villars, 1906, p. 47-160.

- Sur la théorie de la Lune :
  - Henri Andoyer : Sur quelques inégalités de la longitude de la lune, Annales de la faculté des sciences de Toulouse, Sér. 1 Vol. 6 no. 3 (1892), p. J1-J33, http://archive.numdam.org/article/AFST_1892_1_6_3_J1_0.pdf
  - Henri Andoyer : Sur quelques inégalités de la longitude de la Lune (deuxième mémoire), Annales de la faculté des sciences de Toulouse, Sér. 1 Vol. 7 no. 2 (1893), p. E1-E19, http://archive.numdam.org/article/AFST_1893_1_7_2_E1_0.pdf
  - Henri Andoyer : La Théorie de la lune, 1902, 1926, https://gallica.bnf.fr/ark:/12148/bpt6k82011r.r=.langFR
  - Henri Andoyer : Sur la théorie analytique du mouvement de la lune, Journal de mathématiques pures et appliquées, 9e série, tome 7, 1928, pages 61-74,  http://www-mathdoc.ujf-grenoble.fr/JMPA/PDF/JMPA_1928_9_7_A4_0.pdf

- Sur la mécanique céleste en général :
  - Henri Andoyer : Sur la réduction du problème des brachistochrones aux équations canoniques, 1885. C.R. [Comptes Rendus des Séances de l'Académie des Sciences. Paris.] 100, 1577-1578. https://gallica.bnf.fr/ark:/12148/bpt6k3056t/f1577n2.capture
  - Henri Andoyer : Contribution à la théorie des orbites intermédiaires, Annales de la faculté des sciences de Toulouse, 1re série, tome 1, numéro 4, 1887, pages M1-M72, http://archive.numdam.org/ARCHIVE/AFST/AFST_1887_1_1_4/AFST_1887_1_1_4_M1_0/AFST_1887_1_1_4_M1_0.pdf
  - Henri Andoyer : Sur une équation différentielle que l'on rencontre dans la théorie des orbites intermédiaires, 1887. C.R. [Comptes Rendus des Séances de l'Académie des Sciences. Paris.] 104, 1425-1427. https://gallica.bnf.fr/ark:/12148/bpt6k30607/f1424n3.capture
  - Henri Andoyer : Sur les formules générales de la mécanique céleste, Annales de la faculté des sciences de Toulouse, Sér. 1 Vol. 4 no. 2 (1890), p. K1-K35, http://archive.numdam.org/article/AFST_1890_1_4_2_K1_0.pdf
  - Henri Andoyer : Sur l'extension que l'on peut donner au théorème de Poisson, relatif à l'invariabilité des grands axes, 1896. C.R. [Comptes Rendus des Séances de l'Académie des Sciences. Paris.] 123, 790-793. https://gallica.bnf.fr/ark:/12148/bpt6k30799/f790n4.capture
  - Henri Andoyer : Sur la détermination d'une orbite képlérienne par trois observations rapprochées, Bulletin Astronomique, Serie I, vol. 34 (1917), pp.36-67 http://adsabs.harvard.edu/full/1917BuAsI..34...36A
  - Henri Andoyer : Formules et tables nouvelles : relatives à l'étude du mouvement des comètes et a différents problèmes de la théorie des orbites, 1918
  - Henri Andoyer : Cours de mécanique céleste, (vol. 1, 1923, vol. 2), 1926

- Tables de logarithmes et de fonctions trigonométriques :
  - Henri Andoyer : Nouvelles tables trigonométriques fondamentales : contenant les logarithmes des lignes trigonométriques de centième en centième du quadrant avec dix-sept décimales, de neuf en neuf minutes avec quinze décimales, et de dix en dix secondes avec quatorze décimales, 1911 (reconstruction en http://www.loria.fr/~roegel/locomat.html)
  - Henri Andoyer : Nouvelles tables trigonométriques fondamentales contenant les valeurs naturelles des lignes trigonométriques de centième en centième du quadrant avec vingt décimales, de neuf en neuf minutes avec dix-sept décimales et de dix en dix secondes avec quinze décimales, 1915-1918 (3 volumes), https://archive.org/details/nouvellestablest01andouoft, https://archive.org/details/nouvellestablest02andouoft, https://archive.org/details/nouvellestablest03andouoft (reconstructions en http://www.loria.fr/~roegel/locomat.html)
  - Henri Andoyer : Tables logarithmiques à treize décimales, 1922 (recension en 1923 par C. H. Forsyth, http://projecteuclid.org/DPubS/Repository/1.0/Disseminate?view=body&id=pdf_1&handle=euclid.bams/1183485665)
  - Henri Andoyer : Tables fondamentales pour les logarithmes d'addition et de soustraction. In Bulletin Astronomique, volume 2, pages 5-32, 1922.

- Astronomie et cosmographie : 
  - F. Tisserand et H. Andoyer : Leçons de cosmographie, 1895, 1899, 1907 (4e édition), 1909 (5e édition), 1912 (6e édition), 1916 (7e édition), 1920 (8e édition), 1925 (9e édition), 1929 (10e édition), https://gallica.bnf.fr/ark:/12148/bpt6k95058b (recension par Ernest W. Brown : Bull. Amer. Math. Soc. Volume 5, Number 5 (1899), 259. http://projecteuclid.org/DPubS/Repository/1.0/Disseminate?view=body&id=pdf_1&handle=euclid.bams/1183415717)
  - Henri Andoyer : Cours d'astronomie (seuls les deux premiers volumes sont d'Andoyer).
    - volume 1 : Astronomie théorique (1re édition : 1906 https://gallica.bnf.fr/ark:/12148/bpt6k947957, 2e édition : 1911, 3e édition : 1923), Texte en ligne disponible sur LillOnum
    - volume 2 : Astronomie pratique (1re édition : 1909 https://gallica.bnf.fr/ark:/12148/bpt6k94796k, 2e édition (avec A. Lambert) : 1924), Texte en ligne disponible sur LillOnum
    - volume 3 : Astrophysique (1928, par Jean Bosler seul) (recension : A. Pogo, Astrophysical Journal, volume 69, page 242, 1929 http://adsabs.harvard.edu/full/1929ApJ....69..242P)

- Travaux historiques :
  - Henri Andoyer : L'œuvre scientifique de Laplace, 1922, http://ia310805.us.archive.org/0/items/loeuvrescientifi00andouoft/loeuvrescientifi00andouoft.pdf
  - Henri Andoyer, Pierre Humbert, Histoire de la Nation Française. Tome XIV, Histoire des Sciences en France; première partie, Histoire des Mathématiques, de la Mécanique et de l'Astronomie. Paris, 1924. xx+620 pp
- Notice sur les travaux scientifiques de M. H. Andoyer (plusieurs versions : 1902 (29 pages), 1904 (32 pages), 1907 (58 pages), 1918 (28 pages))

### Manuscrits
- Henri Andoyer, Nouvelles tables trigonométriques fondamentales. Valeurs naturelles (Bibliothèque de la Sorbonne, MS 1864–1875)